# To tyle dziś kosztuje
To tyle dziś kosztuje – to trzeci singiel polskiego zespołu ska Vespa. Singiel wydany w 2010 nakładem Showbiz Monstaz Records. Na krążku promującym płytę Starsi Grubsi Bogatsi znalazły się 4 utwory, w tym 3 remiksy. Do singla nakręcony został teledysk.

## Lista utworów
1. To tyle dzis kosztuje
2. Każdy chce to mieć (Spółdzielnia werszyn - Wini, Rena, Sobota)
3. To tyle dziś kosztuje (DJ Twister remix)
4. To tyle dziś kosztuje (Panko Muzykant remix by Zombie)

## Skład
- Alicja - saksofon, wokal
- Szymon a.k.a. "Porek" - trąbka, wokal
- Maciek - gitara, wokal
- Krzaq - gitara basowa, wokal
- Artur Grochowski - perkusja
- Przemysław Filipkowski - keyboard